# 인천 흥륜사 신중도
인천 흥륜사 신중도(仁川 興輪寺 神衆圖)는 인천광역시 연수구 동춘동, 흥륜사에 있는 불화이다. 2014년 4월 21일 인천광역시의 문화재자료 제28호로 지정되었다.

## 참고 자료
- 인천 흥륜사 신중도 - 국가유산청 국가유산포털